# Gilles de Châteaurenaud
Gilles de Châteaurenaud, né en  Bourgogne et mort en 1277, est un prélat français du XIIIe siècle.

## Biographie
Gilles de Châteaurenaud est élu évêque de Nevers en 1273.